# Corey Hirsch
Corey Hirsch (* 1. Juli 1972 in Medicine Hat, Alberta) ist ein ehemaliger kanadischer Eishockeytorwart und zurzeit als Torwarttrainer der Toronto Maple Leafs in der National Hockey League tätig. Während seiner aktiven Karriere spielte er für die New York Rangers, Vancouver Canucks, Washington Capitals und Dallas Stars in der National Hockey League sowie die Kassel Huskies in der Deutschen Eishockey Liga.

## Karriere
Corey Hirsch begann seine Karriere 1988 bei den Kamloops Blazers aus der kanadischen Juniorenliga WHL. Nachdem er in seiner ersten Saison noch als Ersatztorhüter eingesetzt worden war, entwickelte er sich ab seiner zweiten Saison zu einem der besten Nachwuchstorhüter. Nachdem er in der Saison 1989/90 ersten den President’s Cup gewonnen hatte und mit den Blazers in der Memorial-Cup-Finalrunde teilgenommen hatte, wurde er ins WHL West Second All-Star Team berufen. Trotzdem wurde er im NHL Entry Draft 1990 von keinem Team ausgewählt.
Doch auch in der Saison 1990/91 konnte er auf sich aufmerksam machen, gewann 26 seiner 38 Spiele und wurde ins West First All-Star Team gewählt. Die New York Rangers wählten ihn danach schließlich in der achten Runde des NHL Entry Draft 1991 an Position 169 aus. Hirsch blieb aber noch ein weiteres Jahr in der WHL und feierte die erfolgreichste Saison seiner Juniorenkarriere. Erneut gewann er mit den Blazers den President’s Cup und konnte diesmal auch den Memorial Cup gewinnen. Daraufhin wurde er mit der Del Wilson Trophy als bester Torhüter der WHL sowie als CHL Goaltender of the Year ausgezeichnet und wurde erneut ins West First All-Star Team gewählt. Hinzu kam die Hap Emms Memorial Trophy als bester Torhüter des Memorial-Cup-Turniers sowie die Berufung in das Memorial Cup Tournament All-Star Team.
So beeindruckend seine Juniorenkarriere endete, so gut begann seine Profikarriere. Zwar bestritt Hirsch in der Saison 1992/93 nur vier Spiele bei den New York Rangers, doch für deren Farmteam, die Binghamton Rangers, lief er in der American Hockey League (AHL) zur Höchstform auf. Von 46 Spielen gewann er dort 35 bei nur vier Niederlagen. In dessen Folge erhielt er zusammen mit Torhüterkollege Boris Rousson den Harry „Hap“ Holmes Memorial Award für die wenigsten Gegentreffer und wurde selbst mit dem Aldege „Baz“ Bastien Memorial Award als bester Torhüter sowie dem Dudley „Red“ Garrett Memorial Award als bester Rookie der Liga ausgezeichnet und ins AHL First All-Star Team gewählt.
Die Saison 1993/94 verbrachte Hirsch größtenteils im kanadischen Nationalteam in Vorbereitung auf die Olympischen Winterspiele 1994, zu denen damals noch keine NHL-Spieler freigestellt wurden. Hirsch ging als Stammtorhüter ins olympische Eishockeyturnier und führte die Mannschaft bis ins Finale, wo sie erst im Penaltyschießen den Schweden unterlegen waren.
Im Herbst 1994 kehrte er zu den Binghamton Senators zurück und bestritt die Saison, ohne einmal in den NHL-Kader berufen zu werden. Stattdessen wurde er zum Ende der Spielzeit zu den Vancouver Canucks transferiert. Dort teilte er sich während der Saison 1995/96 den Stammplatz im Tor mit Kirk McLean, zeigte aber bessere Leistungen als sein sechs Jahre älterer Landsmann, und die Canucks setzten auf ihn in den Playoffs, wo sie jedoch in der ersten Runde scheiterten. Nach dem Abschluss der Spielzeit folgte für Hirsch eine weitere Auszeichnung, als er ins NHL All-Rookie Team gewählt wurde.
1996/97 teilte sich Hirsch erneut mit McLean die Einsätze im Tor, doch konnte er nicht an die Form der Vorsaison anknüpfen. Als im Sommer 1997 mit Artūrs Irbe ein weiterer Torhüter verpflichtet wurde, musste Hirsch den NHL-Kader der Canucks verlassen und bestritt die Saison 1997/98 bei den Syracuse Crunch, dem AHL-Farmteam von Vancouver. In der folgenden Saison kam er in der NHL immerhin auf 20 Einsätze als Ersatztorhüter hinter Garth Snow, doch im Sommer 1999 trennten sich die Canucks von Hirsch.
Im August 1999 unterschrieb er daraufhin einen Vertrag bei den Nashville Predators, für die er aber nie in der NHL zum Einsatz kam, sondern für deren Farmteams aus der AHL und der International Hockey League, den Milwaukee Admirals bzw. den Utah Grizzlies, spielte. Noch während der laufenden Saison wurde er im März 2000 zu den Mighty Ducks of Anaheim transferiert. Doch auch dort erhielt er keine Chance in der NHL, und die Mighty Ducks verlängerten seinen zum Saisonende auslaufenden Vertrag nicht.
Während des Sommers 2000 wurde er von keinem Team verpflichtet, und erst als die Saison 2000/01 bereits lief, nahmen ihn die Washington Capitals Ende Oktober unter Vertrag. Doch auch hier verbrachte er die meiste Zeit bei den Farmteams und kam in der NHL nicht über einen 20-minütigen Einsatz hinaus. Als sein Vertrag im Sommer 2001 ausgelaufen war, verbrachte er die folgende Spielzeit in der AHL bei den Philadelphia Phantoms und den Portland Pirates.
Erst im August 2002 erhielt er wieder einen NHL-Vertrag bei den Dallas Stars, verbrachte die meiste Zeit aber wiederum in der unterklassigen AHL, ehe er im März 2003 zu zwei Einsätzen in der NHL kam. Als sein auslaufender Vertrag erneut nicht verlängert wurde und er auch bei keinem anderen Team der NHL einen Platz fand, ging Hirsch im November 2003 nach Schweden und spielte dort in der Elitserien für Timrå IK. Er verließ Schweden aber nach nur fünf Einsätzen am Ende der Saison wieder und unterschrieb beim Lausanne Hockey Club in der Schweiz, für den er aber nie ein Spiel bestritt. Er ging wenige Monate später zu den Kassel Huskies aus der Deutschen Eishockey Liga. Doch auch dort verbrachte er keine positive Saison, da der Verein sportlich in die 2. Bundesliga abstieg, nach dem Lizenzentzug gegen die Grizzly Adams Wolfsburg aber doch in der höchsten deutschen Spielklasse bleiben durften.
Hirsch entschied sich für einen erneuten Vereinswechsel und kehrte zurück nach Schweden, wo er 2005/06 für die Malmö Redhawks in der zweitklassigen HockeyAllsvenskan spielte und als Stammtorhüter mit guten Leistungen zum Aufstieg in die Elitserien verhalf.
Corey Hirsch beendete daraufhin seine Spielerkarriere und kehrte nach Nordamerika zurück. Dort war er beim kanadischen Eishockeyverband Hockey Canada als Torhüter-Berater tätig und war für die Torhüter der Nachwuchsnationalmannschaften zuständig. Bei den Junioren-Weltmeisterschaften 2007 und 2008 konnte die U20-Nationalmannschaft Kanadas jeweils die Goldmedaille gewinnen. Beim ersten Titelgewinn wurde Torhüter Carey Price, beim zweiten Mal Torhüter Steve Mason zum wertvollsten Spieler der Weltmeisterschaft ausgezeichnet.
Im September 2008 verpflichteten ihn die Toronto Maple Leafs als Torwarttrainer.

## Erfolge und Auszeichnungen
| - 1990 President’s-Cup-Gewinn mit den Kamloops Blazers - 1990 WHL West Second All-Star Team - 1991 WHL West First All-Star Team - 1992 President’s-Cup-Gewinn mit den Kamloops Blazers - 1992 Memorial-Cup-Gewinn mit den Kamloops Blazers - 1992 Del Wilson Trophy - 1992 CHL Goaltender of the Year - 1992 Hap Emms Memorial Trophy - 1992 WHL West First All-Star Team | - 1992 Memorial Cup Tournament All-Star Team - 1993 Harry „Hap“ Holmes Memorial Award (zusammen mit Boris Rousson) - 1993 Aldege „Baz“ Bastien Memorial Award - 1993 Dudley „Red“ Garrett Memorial Award - 1993 AHL First All-Star Team - 1994 Silbermedaille bei den Olympischen Winterspielen - 1995 Bronzemedaille bei der Weltmeisterschaft - 1996 NHL All-Rookie Team |